# Закон України «Про забезпечення функціонування української мови як державної»
Закон України «Про забезпечення функціонування української мови як державної» — Закон, ухвалений Верховною Радою України 25 квітня 2019 року.
Закон ухвалений 278 голосами народних депутатів. Проти голосували — 38, утрималося — 7, не голосували — 25.
Закон підписали спікер парламенту Андрій Парубій і Президент України Петро Порошенко. 16 травня 2019 року закон було опубліковано «Голосом України». Закон набув чинності 16 липня 2019 року — через два місяці з дня його опублікування.
Раніше статус української мови регулював Закон України «Про засади державної мовної політики» (так званий «закон Ківалова-Колесніченка») — цей документ фактично нівелював статус української мови як єдиної державної в Україні. Після Революції гідності його намагалися скасувати, та тодішній спікер парламенту не підписав це рішення Ради, посилаючись на необхідність спочатку розробити новий Закон.
Щоб замінити визнаний неконституційним «закон Ківалова-Колесніченка», був розроблений та ухвалений у першому читанні восени 2018 року законопроєкт 5670-д. У написанні проєкту закону брали участь громадські активісти й експерти.

## Нові інституції
Закон передбачає створення таких інститутів:
- Уповноважений із захисту державної мови — стежитиме за дотриманням норм Закону. Цьому чиновнику можна буде подати скаргу на порушення Закону чи ваших прав на вивчення української мови. Офіс Уповноваженого має вивчити та відреагувати на скаргу протягом 10 днів із моменту подання. 27 листопада 2019 року уповноваженою із захисту державної мови стала Тетяна Монахова — громадська активістка та завідувачка кафедри журналістики ЧНУ ім. П. Могили.
- Національна комісія зі стандартів державної мови — центральний орган виконавчої влади, здійснюватиме опрацювання й утвердження стандартів української мови як державної.

## Предмет

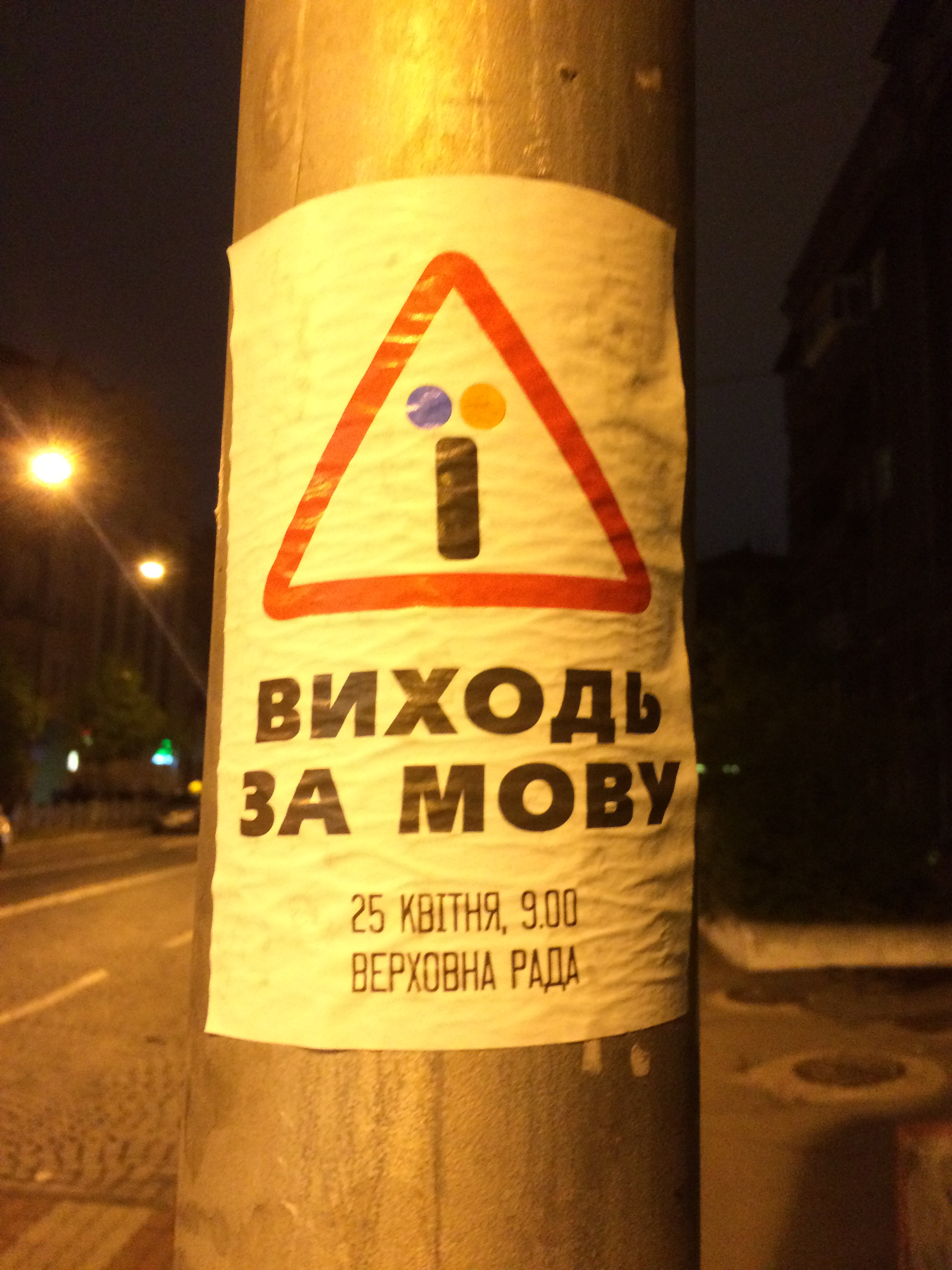
Виходь за мову

Закон забезпечить пріоритетність української мови у понад 30 сферах суспільного життя: зокрема у державному управлінні, ЗМІ, сфері освіти, науки, культури, реклами, послуг. Водночас він є достатньо гнучким щодо застосування інших мов поруч з українською і взагалі ніяк не регулює приватного спілкування.
Через страшенний опір ухваленню Закону з боку проросійських сил у парламенті і суспільстві, а також через популістську критику щодо «радикальності» Закону, низку норм було пом'якшено, а деякі — вилучені: наприклад, Службу мовних інспекторів, Центр української мови, Термінологічний центр української мови. Також статус Національної комісії зі стандартів державної мови дещо понижено, і тепер вона координуватиметься Кабінетом міністрів України через Міносвіти.
Зазнала значних змін також стаття 24 «Державна мова у сфері телебачення і радіомовлення»: 90 % мовлення державною мовою на загальнонаціональних каналах після першого читання були зменшені до 75 %, як у Законі «Про телебачення і радіомовлення».

### Важливі положення нового мовного Закону
- Державний статус української мови є невіддільним елементом конституційного ладу України як унітарної держави (ст. 1, ч. 3).
- Українська мова як єдина державна мова виконує функції мови міжетнічного спілкування, є гарантією захисту прав людини для кожного українського громадянина незалежно від його етнічного походження, а також є фактором єдності і національної безпеки України (ст. 1, ч. 8).
- Дія цього Закону не поширюється на сферу приватного спілкування та здійснення релігійних обрядів (ст. 2, ч. 2). Однак, поняття «приватне спілкування» є дуже розмитим і закон не конкретизує рамки поширення даного терміну. Наприклад, якщо особи спілкуються іншою мовою в кав'ярні, на весіллі чи на вулиці між собою — це можливо тлумачити як і приватне, так і публічне спілкування, бо в такому випадку це здійснюється у присутності декількох осіб або невизначеного кола осіб. Закон не встановлює захист права на захист української мови і під час приватного спілкування, а також не встановлює санкції за вимогу вживати іншу мову від співрозмовника у приватному спілкуванні.
- Держава організовує безкоштовні курси української мови для дорослих та забезпечує можливість вільно опанувати державну мову громадянам України, які не мали такої змоги (ст. 6, част. 3).
- Статті 9, 10 та 11 визначають надзвичайно широке коло осіб, для яких володіння державною мовою є обов'язковим; вимоги до рівня володіння ними державною мовою і самі рівні.
- Ніхто не може бути змушений використовувати під час перебування на роботі та виконання обов'язків за трудовим договором іншу мову, ніж українська (ст. 20, ч. 1). Забороняється вимагати знання іншої мови, крім державної під час вступу на роботу.
- Друковані ЗМІ можуть видаватися іншими, ніж державна, мовами за умови, що одночасно з відповідним накладом видання іноземною мовою видається тираж цього видання державною мовою (ст. 25, ч. 1).
- У кожному місці розповсюдження друкованих ЗМІ, друковані ЗМІ державною мовою мають становити не менше 50 відсотків назв друкованих ЗМІ, що розповсюджуються в цьому місці (ст. 25, ч. 4).
- Норми статті 25 не поширюються, зокрема, на видання мовами корінних народів, у тому числі кримськотатарською мовою і на такі видання, як «Kyiv Post», що видається англійською мовою та призначено для іншомовних читачів, які ще не опанували державну мову.
- Видавець, внесений до Державного реєстру видавців, виробників і розповсюджувачів видавничої продукції, зобов'язаний видавати державною мовою не менше 50 відсотків усіх виданих ним упродовж відповідного календарного року назв книжкових видань (ст. 26, ч. 1).
- Частка книжкових видань державною мовою у загальній кількості назв книжкових видань, наявних у продажу в кожній книгарні або іншому закладі, що здійснює книгорозповсюдження, має становити не менше 50 відсотків (ст. 26, ч. 2).
- Новими статтями або з оновленими підходами є ст. 27 «Державна мова у сфері користувацьких інтерфейсів комп'ютерних програм та вебсайтів», ст. 28 «Державна мова у сфері інформації для загального ознайомлення», ст. 29 «Державна мова у сфері публічних заходів».
- Надзвичайно важливою є ст. 30 «Державна мова у сфері обслуговування споживачів», якою є українська мова. На прохання клієнта його персональне обслуговування може здійснюватися також іншою мовою, прийнятною для сторін (част. 3). Це означає, що перше звернення працівника сфери обслуговування повинне звучати українською, а в разі прохання клієнта він має право, але не зобов'язаний при цьому перейти на іншу мову, і це не буде порушенням у разі якщо перейде. Бо головне — забезпечити поширення державної мови у всіх публічних сферах життя і забезпечити конституційне право громадян одержати послуги українською мовою. У будь-якій іншій державі світу українець також має повне право вимагати такого обслуговування, якщо особа володіє або розуміє державну мову. Для цього спочатку бажано поцікавитися, чи володіє українською мовою особа, до якої громадянин звертається.

Тому в Законі передбачено норми про порядок накладення штрафів на суб'єктів господарювання за порушення Закону щодо застосування державної мови у сфері обслуговування споживачів.
Положення «Мова, прийнятна для сторін» за тим самим принципом використовується і в інших сферах, зокрема, в охороні здоров'я і транспорті.
Окремий розділ Закону присвячений не лише Національній комісії зі стандартів державної мови, але й Уповноваженому із захисту державної мови.
Закон також згідно зі ст. 12 Конституції України, яка наголошує на тому, що Україна дбає про задоволення національно-культурних і мовних потреб українців, які проживають за межами держави, надає можливість здійснювати заходи щодо опанування державної мови представниками української діаспори, а також встановлює обов'язок володіння державною мовою особи, яка претендує на отримання Посвідчення закордонного українця.
Закон у цілому набирає чинності через 2 місяці після публікації, а низка окремих норм відтерміновуються на 6 місяців, 2 роки, 3 роки і навіть на понад 10 років — як, наприклад: «Мовою зовнішнього незалежного оцінювання за результатами здобуття повної середньої освіти та вступних випробувань є державна мова, крім зовнішнього незалежного оцінювання з іноземних мов» (набирає чинності з 1 січня 2030 року).

## Історія
Ініціативна група почала роботу над законопроєктом у лютому 2016 року. Група розросталася за рахунок правників, мовознавців, громадських активістів, і навесні 2016 вона отримала легальний статус і доручення Міністерства культури. Вже офіційну групу з розробки законопроєкту очолив доктор юридичних наук професор Володимир Василенко, який писав ще перший закон про мови, ухвалений 1989 року.
Група почала роботу не на порожньому місці, а перебрала напрацювання останніх 10 років, після чого група дійшла згоди, що найкращим є текст, написаний ще 2012 року Оксаною Сироїд і Сергієм Головатим. Цей текст вона взяла за основу, але впродовж подальшої, практично щоденної, роботи до кінця 2016 року на його основі був написаний зовсім новий законопроєкт, який у січні 2017 року було зареєстровано понад 30 народними депутатами під № 5670.
У його напрацюванні у групі Василенка брали участь загалом до 20 людей, у тому числі Оксана Заболотна, Тарас Марусик, Максим Кобєлєв, Сергій Оснач, Роман Головенко, Олександр Іванов, Святослав Літинський та інші. Один з учасників — Олексій Курінний — не дожив до дня прийняття проєкту, він трагічно загинув в автокатастрофі.
Розробники законопроєкту і створена групою у січні 2017 року громадська коаліція «Україні — закон про державну мову!» одразу прагнула зробити так, щоб співавторами Закону були депутати різних фракцій, щоб він об'єднував парламент і Україну, а не використовувався для піару якоїсь партії чи окремих політиків. Шлях до цього був непростим. Далеко не всі парламентські сили сприйняли такий підхід, були навмисне зареєстровані кілька інших законопроєктів, які розтягували голоси.
Члени групи зробили все можливе, щоб об'єднати три законопроєкти в один спільний, і у червні 2017 року з'явився Громадський Закон про мову 5670-д, який підписали 76 депутатів на чолі з Миколою Княжицьким — з усіх постмайданних фракцій та позафракційні. У тому числі свої підписи поставили більшість авторів усіх трьох законопроєктів. Більшість, але не всі, тому замість одного проєкту отримали 4. Проте саме об'єднаний комітетський проєкт отримав однозначну підтримку в громадському й експертному середовищі, і водночас, звичайно, став основним об'єктом атаки сил протидії.
4 жовтня 2018 року 261 депутат Верховної Ради проголосував за проєкт Закону України «Про забезпечення функціонування української мови як державної» (№ 5670-д) у першому читанні.
Підготовка «мовного» законопроєкту до другого читання тривала близько чотирьох місяців. За цей час комітет ВР з питань культури та духовності опрацював понад дві тисячі поправок, які надійшли від народних депутатів.
Документом пропонується, зокрема, створити Національну комісію зі стандартів державної мови та запровадити посаду уповноваженого із захисту державної мови.
25 квітня 2019 року Верховна Рада ухвалила Закон «Про забезпечення функціонування української мови як державної» в другому читанні.
Одразу після завершення голосування було подано 4 постанови щодо його скасування, подані проросійськими депутатами Вадимом Новинським, Олександром Вілкулом, Юрієм Бойком та Нестором Шуфричем; до розгляду цих документів у сесійній залі ані спікер парламенту Андрій Парубій, ані Президент Петро Порошенко не могли підписати цей Закон. Розгляд проєктів постанов було заплановано на 14 травня 2019.
11 травня Окружний адміністративний суд міста Києва відмовив у задоволенні заяви громадської організації «Інститут правової політики та соціального захисту імені Ірини Бережної» до спікера Верховної ради України Андрія Парубія про заборону підписувати Закон України «Про забезпечення функціонування української мови як державної».
14 травня Верховна Рада відхилила проєкти постанов, які блокували підписання раніше ухваленого Закону, одразу ж після цього голова Верховної Ради Андрій Парубій підписав закон.
15 травня Президент України Петро Порошенко підписав закон.
16 травня 2019 року Закон було опубліковано «Голосом України».
16 липня 2019 року, через 2 місяці з дня опублікування, Закон набрав чинності.

## Голосування
Закон у другому читанні та в цілому прийнятий 278 голосами народних депутатів. Проти голосували 38, утрималось 7, не голосували 25.
Під час голосування перед Радою проходила акція на підтримку Закону, яку організувала коаліція «Україні — закон про державну мову», до якої входять кілька десятків громадських організацій. Мовний закон прийшли підтримати митці, літератори, видавці, музиканти, волонтери, військові, державні та церковні діячі, небайдужі громадяни. Також акція на підтримку закону відбулася в Харкові.

## Етапи вступу в дію
Розділ IX
ПРИКІНЦЕВІ ТА ПЕРЕХІДНІ ПОЛОЖЕННЯ
Цей Закон набирає чинності через два місяці з дня його опублікування, крім:
- частин другої та третьої статті 7 та частин другої та третьої статті 10 цього Закону, які набирають чинності через два роки з дня набрання чинності цим Законом (16 липня 2021 р.);
- частини другої статті 13, яка набирає чинності одночасно з набранням чинності рішенням Національної комісії зі стандартів державної мови про затвердження стандартів української правничої термінології;
- частини третьої статті 21 цього Закону, яка набирає чинності з 1 січня 2030 року;
- частин другої — шостої статті 22 цього Закону, які набирають чинності через один рік з дня набрання чинності цим Законом (16 липня 2020 р.);
- частин другої — шостої, восьмої статті 23 цього Закону, які набирають чинності через два роки з дня набрання чинності цим Законом (16 липня 2021 р.);
- статті 25 цього Закону, яка набирає чинності через тридцять місяців з дня набрання чинності цим Законом для друкованих засобів масової інформації загальнодержавної і регіональної сфер розповсюдження (16 січня 2022 р.) і через шістдесят місяців з дня набрання чинності цим Законом (16 липня 2024 р.) для друкованих засобів масової інформації місцевої сфери розповсюдження;
- статті 26 цього Закону, яка набирає чинності через два роки з дня набрання чинності цим Законом (16 липня 2021 р.);
- частин другої та шостої статті 27 цього Закону, які набирають чинності через три роки з дня набрання чинності цим Законом (16 липня 2022 р.);
- статті 30 цього Закону, яка набирає чинності через вісімнадцять місяців з дня набрання чинності цим Законом (16 січня 2021 р.);
- статті 31 цього Закону, яка набирає чинності через один рік з дня набрання чинності цим Законом (16 липня 2020 р.);
- статті 32 цього Закону, яка набирає чинності через шість місяців з дня набрання чинності цим Законом (16 січня 2020 р.);
- частин третьої — п'ятої статті 33 цього Закону, які набирають чинності через один рік з дня набрання чинності цим Законом (16 липня 2020 р.);
- частини п'ятої статті 36 цього Закону, яка набирає чинності через один рік з дня набрання чинності цим Законом (16 липня 2020 р.);
- статті 37 цього Закону, яка набирає чинності через один рік з дня набрання чинності цим Законом (16 липня 2020 р.);
- статей 55, 56 і 57 цього Закону, які набирають чинності через шість місяців з дня призначення Уповноваженого із захисту державної мови (16 січня 2020 р.);
- підпунктів 8, 13, 14, 19, 20, 21, 25, абзаців п'ятого — дев'ятого підпункту 28, підпунктів 29, 32, 33, підпункту «а» підпункту 34, підпунктів 36, 37, 40, 41, 42, 43, 44 пункту 7 цього розділу, які набирають чинності через два роки з дня набрання чинності цим Законом;
- підпункту 1 пункту 7 цього розділу, який набирає чинності через три роки з дня набрання чинності цим Законом;
- підпункту 2 пункту 7 цього розділу, який набирає чинності через тридцять місяців із дня набрання чинності цим Законом для друкованих засобів масової інформації загальнодержавної і регіональної сфер розповсюдження і через шістдесят місяців з дня набрання чинності цим Законом для друкованих засобів масової інформації місцевої сфери розповсюдження;
- підпункту 17 пункту 7 цього розділу, який набирає чинності через шість місяців із дня набрання чинності цим Законом;
- підпункту 24 пункту 7 цього розділу, який набирає чинності через п'ять років з дня набрання чинності цим Законом.

## Графік вступу в дію

#### 16 липня 2019 року
Цей Закон набирає чинності через два місяці з дня його опублікування, за такими винятками:

#### 16 січня 2020 року
- Підпункт 17 пункту 7 розділу IX набирає чинності через шість місяців з дня набрання чинності цим Законом.

- Стаття 32 цього Закону набирає чинності через шість місяців з дня набрання чинності цим Законом.

#### 16 липня 2020 року
- Частини 2—6 статті 22 цього Закону набирають чинності через один рік з дня набрання чинності цим Законом.
- Частини 3—5 статті 33 цього Закону набирають чинності через один рік з дня набрання чинності цим Законом.
- Частина 5 статті 36 цього Закону набирає чинності через один рік з дня набрання чинності цим Законом.
- Стаття 37 цього Закону набирає чинності через один рік з дня набрання чинності цим Законом.
- Стаття 31 цього Закону набирає чинності через один рік з дня набрання чинності цим Законом.

#### 16 січня 2021 року
- Стаття 30 цього Закону набирає чинності через вісімнадцять місяців з дня набрання чинності цим Законом.

#### 16 липня 2021 року
- Частини 2 та 3 статті 7 та частини 2 та 3 статті 10 цього Закону набирають чинності через два роки з дня набрання чинності цим Законом.
- Частини 2—6, 8 статті 23 цього Закону набирають чинності через два роки з дня набрання чинності цим Законом.
- Стаття 26 цього Закону набирає чинності через два роки з дня набрання чинності цим Законом.
- Підпункти 8, 13, 14, 19, 20, 21, 25, абзаців 5—9 підпункту 28, підпункти 29, 32, 33, підпункт «а» підпункту 34, підпункти 36, 37, 40, 41, 42, 43, 44 пункту 7 розділу IX набирають чинності через два роки з дня набрання чинності цим Законом.

#### 16 січня 2022 року
- Стаття 25 цього Закону набирає чинності через 30 місяців із дня набрання чинності цим Законом для друкованих засобів масової інформації загальнодержавної і регіональної сфер розповсюдження.
- Підпункт 2 пункту 7 розділу IX набирає чинності через 30 місяців із дня набрання чинності цим Законом для друкованих засобів масової інформації загальнодержавної і регіональної сфер розповсюдження.

#### 16 липня 2022 року
- Частини 2 та 6 статті 27 цього Закону набирають чинності через три роки з дня набрання чинності цим Законом.
- Підпункт 1 пункту 7 розділу IX набирає чинності через три роки з дня набрання чинності цим Законом.

#### 16 липня 2024 року
- Стаття 25 цього Закону набирає чинності через … 60 місяців із дня набрання чинності цим Законом для друкованих засобів масової інформації місцевої сфери розповсюдження.
- Підпункт 2 пункту 7 розділу IX набирає чинності через … 60 місяців із дня набрання чинності цим Законом для друкованих засобів масової інформації місцевої сфери розповсюдження.
- Підпункт 24 пункту 7 розділу IX набирає чинності через п'ять років із дня набрання чинності цим Законом.

#### 1 січня 2030 року
- Частина третя статті 21 цього Закону набирає чинності з 1 січня 2030 року.

#### Невизначено
- Частина друга статті 13 набирає чинності одночасно з набранням чинності рішенням Національної комісії зі стандартів державної мови про затвердження стандартів української правничої термінології.

- Статті 55, 56 і 57 цього Закону набирають чинності через шість місяців із дня призначення Уповноваженого із захисту державної мови.

## Реакція
- Угорщина Міністерство закордонних справ Угорщини 16 травня 2019 року оприлюднило заяву щодо підписання президентом України Петром Порошенком закону «Про функціонування української мови як державної». Угорські дипломати назвали закон таким, що «відповідає духові Петра Порошенка», і висловили сподівання, що із новообраним президентом Володимиром Зеленським зможуть вирішитися «проблемні питання» щодо угорської нацменшини в Україні[21].
- Росія запропонувала Раді Безпеки ООН скликати засідання для засудження Закону України № 5670-д «Про забезпечення функціонування української мови як державної». Засідання могло відбутися в понеділок, 20 травня 2019 року[22][23].
- ООН, Рада Безпеки ООН на засіданні 20 травня відмовилася розглядати ухвалений в Україні закон про забезпечення функціонування української мови як державної. На початку засідання представники декількох країн висловилися проти розгляду цього питання, зокрема, в день інавгурації нового президента України, заявляючи про намір Росії чинити в такий спосіб тиск на Київ. Зокрема, проти висловилися представники Франції, Німеччини, США, Бельгії, Польщі[24].

## Спроби скасування

### Подання до Конституційного Суду
У червні 2019 року, після Виборів Президента України й обрання та інавгурації Володимира Зеленського до набуття законом чинності до Конституційного Суду України надійшло подання 51 народного депутата щодо конституційності закону України «Про забезпечення функціонування української мови як державної». Зокрема, подання підписано здебільшого нардепами з фракції «Опозиційний блок». Згідно з документом, уповноваженими авторів подання є депутати від «Опозиційного блоку» Олександр Долженков і співголова фракції «Опозиційний блок» парламенті Вадим Новинський.
Так, автори заявили, що законом «російська мова на законодавчому рівні повністю виключається із трудових відносин, зі сфери освіти, сфери науки, сфери культури, сфери телебачення і радіомовлення, сфери друкованих засобів масової інформації, сфери книговидання та книгорозповсюдження, сфери користувацьких інтерфейсів комп'ютерних програм та вебсайтів, сфери публічних заходів, сфери обслуговування споживачів, сфери спорту, сфери телекомунікацій та поштового зв'язку, сфери діловодства, документообігу, листування та усіх інших сфер життя громадян».
Звернення підписали: Євген Балицький, Тетяна Бахтєєва, Олексій Білий, Олександр Вілкул, Юрій Воропаєв, Андрій Гальченко, Володимир Гусак, Михайло Добкін, Дмитро Добкін, Олександр Долженков, Юхим Звягільський, Сергій Ківалов, Андрій Кісельов, Тарас Козак, Дмитро Колєсніков, Наталія Королевська, Сергій Ларін, Артур Мартовицький, Сергій Матвієнко, Іван Мирний, Юрій Мороко, Олександр Нечаєв, Василь Німченко, Вадим Новинський, Денис Омельянович, Костянтин Павлов, Михайло Папієв, Сергій Сажко, Микола Скорик, Юрій Солод, Дмитро Шенцев, Дмитро Шпенов, Ігор Шурма, Нестор Шуфрич, Євген Мураєв, Валерій Писаренко, Анатолій Денисенко, Юлій Іоффе, Юрій Бойко, Василь Гуляєв, Леонід Клімов, Антон Кіссе, Володимир Кацуба, Віктор Остапчук, Юлія Льовочкіна, Артем Ільюк, Олександр Фельдман, Андрій Деркач, Вадим Рабинович, Яків Безбах, Сергій Льовочкін.
Хоча цей Закон не стосується мов національних меншин й не може суперечити Європейській хартії регіональних мов, оскільки її положення визначає, що «Хартія не може скасовувати обов'язковість застосування державної мови», а визначає використання державної мови відповідно до Конституції та рішення Конституційного Суду 1999 року, і висновків Венеційської комісії.
Зокрема, щодо Закону про мови меншин, цей проєкт має бути розроблений Урядом упродовж 6 місяців після набрання чинності Закону про мову. Про це йдеться в перехідних положеннях.
Також Закон не може визнаватись неконституційним через те, що не відповідає регламенту, а лише через невідповідність Конституції. Зважаючи, що Верховна Рада розглядала Закон упродовж 20 засідань, що є рекордом, і за цей час вона розглянула понад 2000 правок. Голова Комітету Верховної Ради з питань культури і духовності Микола Княжицький тлумачив кожну на вимогу депутатів, а Голова Верховної Ради Андрій Парубій або його заступники Ірина Геращенко та Оксана Сироїд ставили на голосування. Усі правки були розглянуті у конституційний спосіб. За закон проголосувало 278 депутатів з 226 необхідних. Отже, ті, хто стверджують, що відбувалось не персональне голосування, мають довести: щонайменше 53 депутати проголосували не особисто.
14 липня 2021 року Конституційний Суд України визнав Закон конституційним. Судді Головатий С. П., Колісник В. П., Лемак В. В., Литвинов О. М., Сас С. В., Первомайський О. О., Юровська Г. В. висловили окремі і збіжні думки до рішення.

### Друга спроба
У грудні 2019 року, народний депутат від «Слуги народу» Максим Бужанський вніс до парламенту законопроєкт про визнання Закону «Про забезпечення функціонування української мови як державної» таким, що втратив чинність «на базі нововиявлених обставин, зважаючи на рішення Венеціанської Комісії».

## Соціологія
За результатами соціологічного дослідження «Сприйняття українцями телерадіоефіру: результати дослідження громадської думки», проведеного Київським міжнародним інститутом соціології (КМІС) протягом травня-червня 2019 року на замовлення Національної ради з питань телебачення і радіомовлення, близько 80 % громадян надає перевагу українській як основній мові телевізійного та радіоефіру і є активними споживачами україномовного контенту на радіо і телебаченні.
Згідно повідомлення моніторингової платформи «Опендатабот», за 6 місяців 2023 року більше всього скарг щодо порушення мовного закону було до адміністрації м. Києва — 674 звернення. На другому місці Харківщина — 256 скарг, а на третій сходинці Одещина — 238 скарг. Багато скарг було зареєстровано на Дніпропетровщині — 145 порушень. 73 % усіх скарг припадає саме на ці регіони. Якщо порівняти з більшістю інших регіонів України, то, наприклад, одеські показники їх значно перевищують — у 16 областях України зареєстровано не більше 20 скарг за півроку. Майже третина від усіх скарг стосується відсутності української версії сайтів, на другому місці — звернення щодо обслуговування російською мовою. Також багато порушень є у сфері реклами та освіти.

## Виконання
16 липня 2021 року набули чинності норми Закону, у яких йдеться про необхідність поширення та демонстрування фільмів в Україні державною мовою. Це стаття № 23. Однак, за результатами моніторингу проведеного у наступні два дні було виявлено порушення цієї норми на каналах «1+1», «Україна», «ICTV», «Інтер», «НТН», «К1» та «Мега», які продовжили показувати фільми, серіали та програми російською мовою з українськими субтитрами.
16 січня 2022 року набула чинності стаття № 25 Закону «Про забезпечення функціонування української мови як державної». За якою російськомовні друковані ЗМІ тепер зможуть розповсюджуватися на території країни, якщо, «одночасно видаватиметься тираж цього видання державною мовою». Версії різними мовами мають видаватися в один день під однаковою назвою, відповідати одна одній за змістом, обсягом та способом друку.
Такі норми Закону не поширюються на друковані ЗМІ, що видаються кримськотатарською мовою, іншими мовами корінних народів України, англійською чи іншою офіційною мовою Євросоюзу.
Але її дія поки що поширюється на загальнодержавні та регіональні ЗМІ. А місцеві ЗМІ ще матимуть 30 місяців перехідного періоду й будуть зобов'язані виконувати вимоги 25-ї статті з 16 липня 2024 року.

## Порушення
З січня по жовтень 2023 року до Уповноваженого із захисту державної мови надійшло 3015 звернень від громадян щодо порушень мовного закону. Це на 4 % більше порівняно з відповідним періодом 2021 року: тоді було зафіксовано 2895 звернень.
Загалом, цьогоріч середня кількість звернень на місяць — 335. Для порівняння, у 2021 році ця цифра складала 297.
28 % від загальної кількості звернень стосується порушень мовного закону у програмному забезпеченні та на сайтах, переважно, скаржились на відсутність української версії сайту. Протягом останніх трьох років саме ця категорія є антилідером. На другому місці — скарги на обслуговування споживачів. За неповний 2023 було зареєстровано 519 таких звернень (16,5 %).
З 2021 по 2023 роки зросла частка звернень громадян щодо порушень мовного закону у сфері реклами: з 11 % до 15 %. Ще 190 звернень (6 %) стосуються інформації про товари та послуги.
За останні три роки помітно зріс відсоток звернень щодо порушень у сфері освіти та науки — більш ніж удвічі, з 4 % у 2021 році до 9 % цьогоріч. А відсоток звернень у сфері охорони здоров'я збільшилась майже утричі: з 1,6 % у 2021 році до 4,3 % у 2023 році.
Три роки поспіль за кількістю звернень лідує Київ. Саме на столицю припадає більш ніж третина — 36 % — від усіх звернень щодо порушень мовного закону в Україні.
Загалом левова частка усіх звернень (77 %) надходить з п'яти регіонів: Київ, Харківська, Одеська, Дніпропетровська та Київська області.
Натомість за останні три роки найменша кількість звернень зареєстрована в Івано-Франківській, Тернопільській, Рівненській та Чернівецькій областях.